# Zaqarnas
Zaqarnas (in lingua ge'ez, ZQRNS, Zäkärnäs; ... – III secolo) è stato un sovrano di Aksum.